# Kel·lyïta
La kel·lyïta és un mineral de la classe dels silicats, que pertany al grup de la caolinita-serpentina. Rep el nom en honor de William Crowley Kelly (1929-), professor del Departament de Geologia i Mineralogia de la Universitat de Michigan, per les seves contribucions a l'estudi de dipòsits minerals a tot el món.

## Característiques
La kel·lyïta és un silicat de fórmula química Mn₂2+Al(AlSiO₅)(OH)₄. Cristal·litza en el sistema hexagonal. La seva duresa a l'escala de Mohs és 2,5.
Segons la classificació de Nickel-Strunz, la kel·lyïta pertany a «09.ED: Fil·losilicats amb capes de caolinita, compostos per xarxes tetraèdriques i octaèdriques» juntament amb els següents minerals: dickita, caolinita, nacrita, odinita, hal·loysita, hisingerita, hal·loysita-7Å, amesita, antigorita, berthierina, brindleyita, caryopilita, crisòtil, cronstedtita, fraipontita, greenalita, lizardita, manandonita, nepouïta, pecoraïta, guidottiïta, al·lòfana, crisocol·la, imogolita, neotocita, bismutoferrita i chapmanita.

## Formació i jaciments
Va ser descoberta al dipòsit de Bald Knob, a la localitat de Sparta, al comtat d'Alleghany (Carolina del Nord, Estats Units). També ha estat descrita al Canadà, Gal·les, Romania, Rússia, el Japó i la República Popular de la Xina.